# Gangotrigletsjer

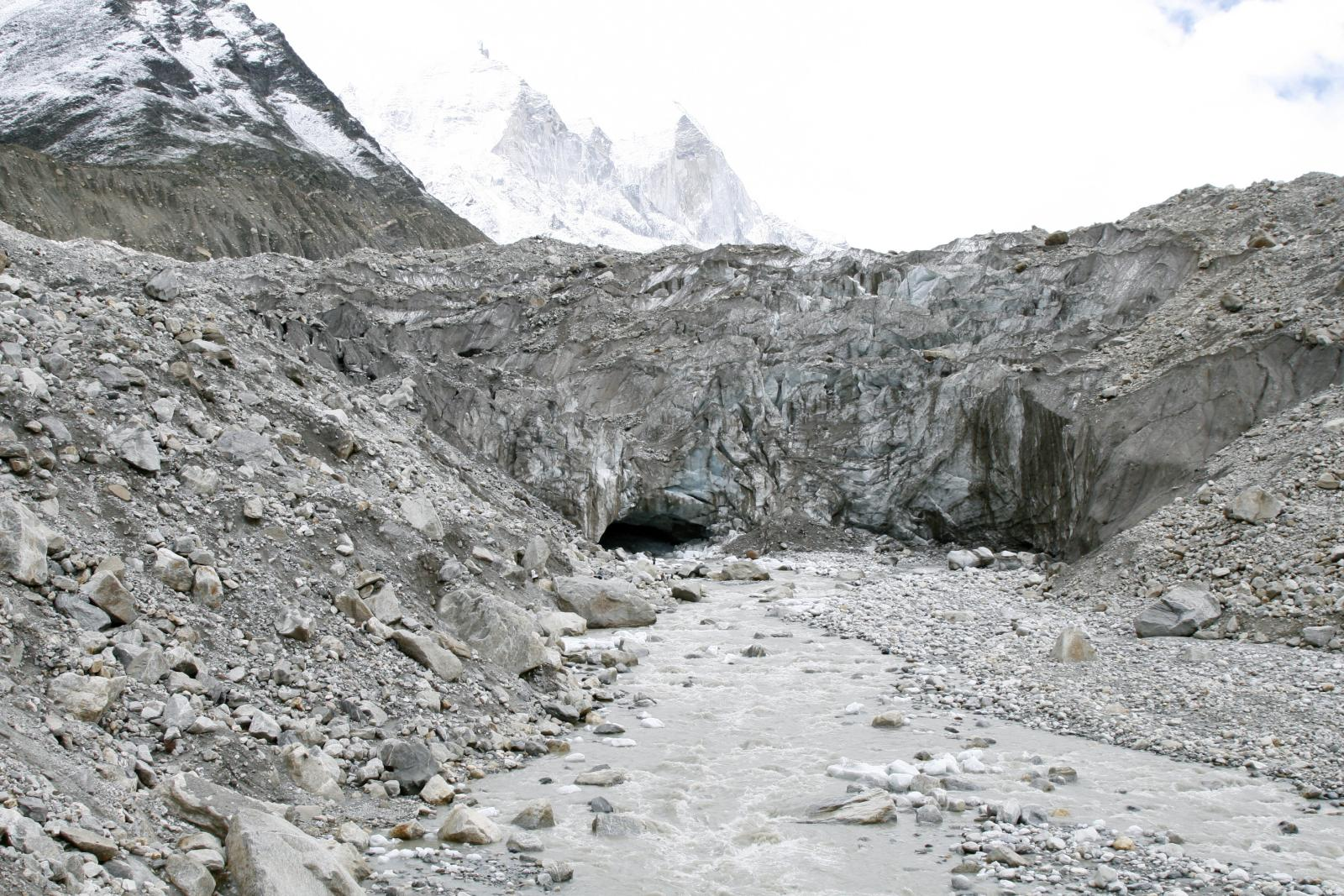
Het uiteinde (met gletsjerpoort) van de Gangotrigletsjer.

De Gangotrigletsjer is een grote gletsjer in de Himalaya's van de Indiase deelstaat Uttarakhand. De gletsjer is de bron van de Bhagirathi, een van de twee rivieren die samen de Ganges vormen, de meest heilige rivier voor hindoes. De plek waar de rivier uit de gletsjer stroomt wordt Gomukh genoemd en is een belangrijk pelgrimsoord. Jaarlijks trekken duizenden pelgrims van het verder stroomafwaarts gelegen plaatsje Gangotri naar Gomukh voor een bad in het ijskoude gletsjerwater.
De Gangotrigletsjer begint in een cirque aan de voet van de 7138 m hoge berg Chakhamba en stroomt vanaf dit punt in noordwestelijke richting. De gletsjer is ongeveer 30 km lang en een van de langste gletsjers in de Himalaya. De tong eindigt op ongeveer 3850 m hoogte. De ablatiezone van de gletsjer ligt vol morenes en supraglaciale meren, als gevolg van het versneld afsmelten van de gletsjer. Sinds 1936 en 2000 heeft de gletsjer zich als gevolg van het afsmelten 1147 m teruggetrokken, waarvan 850 m in de laatste 25 jaar van de twintigste eeuw. Het afsmelten lijkt echter de laatste decennia enigszins te vertragen.